# Sarah Cawood
Pour les articles homonymes, voir Cawood (homonymie).
Sarah Louise Cawood (née le 7 août 1972 à Londres) est une animatrice de télévision britannique.

## Biographie
Cawood grandit à Peterborough et va à Stamford High School, Lincolnshire. Elle fréquente aussi le Royal Ballet School et l'Arts Educational Schools.
En 1995 et 1996, elle est animatrice pour Nickelodeon. En 1997, elle coanime The Girlie Show sur Channel 4. De 1998 à 2000, elle est présente sur Night Fever, émission de karaoké de Channel 5. Elle présente également Live & Kicking et Top of the Pops sur MTV. Elle est chroniqueuse dans Blankety Blank en 2001 et Loose Women en 2003. Elle est une animatrice de la National Lottery et une reporter de Richard & Judy. Par ailleurs, elle participe à des vidéos internes pour Argos.
En mai 2006, alors qu'elle anime le tirage de la National Lottery avec Eamonn Holmes, les Fathers 4 Justice envahissent le studio. Elle remporte une émission de Maillon faible spéciale célébrités, en face du joueur de cricket Phil Tufnell.
Elle coanime Comic Relief Does Fame Academy sur BBC Three. Elle est une commentatrice à côté de Paddy O'Connell des demi-finales du Concours Eurovision de la chanson 2007, 2009 et 2010.
Le 6 janvier 2014, elle présente l'émission matinale de Heart East Anglia. Elle quitte l'émission en décembre pour élever ses enfants.

## Source de la traduction
- (en) Cet article est partiellement ou en totalité issu de l’article de Wikipédia en anglais intitulé « Sarah Cawood » (voir la liste des auteurs).